# Foreign Intrigue (album)
| Recensione | Giudizio |
| ---------- | -------- |
| AllMusic   |          |

Foreign Intrigue è un album discografico del batterista jazz statunitense Tony Williams, pubblicato dalla casa discografica Blue Note Records nel 1985.

## Tracce

### LP
Lato A
1. Foreign Intrigue – 5:25 (Tony Williams) – Registrato il 19 giugno 1985
2. My Michele – 6:52 (Tony Williams) – Registrato il 19 giugno 1985
3. Life of the Party – 6:09 (Tony Williams) – Registrato il 19 giugno 1985

Lato B
1. Takin' My Time – 6:42 (Tony Williams) – Registrato il 18 giugno 1985
2. Clearways – 5:05 (Tony Williams) – Registrato il 18 giugno 1985
3. Sister Cheryl – 6:58 (Tony Williams) – Registrato il 18 giugno 1985
4. Arboretum – 5:56 (Tony Williams) – Registrato il 18 giugno 1985 [3]

## Musicisti
- Tony Williams - batteria, batteria elettronica, drum machine
- Wallace Roney - tromba
- Donald Harrison - sassofono alto
- Mulgrew Miller - pianoforte
- Bobby Hutcherson - vibrafono
- Ron Carter - contrabbasso

Note aggiuntive
- Tony Williams e Michael Cuscuna - produttori
- Registrazioni effettuate il 18 e 19 giugno 1985 al M&I Studios di New York City, New York (Stati Uniti)
- Peter Darmi - ingegnere delle registrazioni e del remixaggio
- Paula Scher / Kappel & Scher - design copertina album
- Michele Clements - foto copertina album[4]